# Modestas Miknevičius
Modestas Miknevičius var en munk och orgelbyggare från Bernardine klostret i Vilnius, Litauen.

## Orglar
Lista över orglar byggda av Miknevičius med ursprunglig disposition.
| År   | Ursprunglig kyrka        | Stift | Bild | Manualer | Pedal | Stämmor | Bevarad orgel/fasad | Övrigt                          |
| ---- | ------------------------ | ----- | ---- | -------- | ----- | ------- | ------------------- | ------------------------------- |
| 1827 | Dotnuva kloster, Litauen |       |      | 1        |       | 12      | Ja/Ja               | Orgel beställdes av F. Mažeika. |